# Imre Grimm
Imre Grimm (* 8. Mai 1973 in Hannover) ist ein deutscher Journalist, Kolumnist und Autor.

## Leben
Grimm machte sein Abitur an der Freien Waldorfschule Hannover-Bothfeld und studierte Germanistik und Geschichte an der Leibniz Universität Hannover. 1997 volontierte er bei der Hannoverschen Allgemeinen Zeitung. Von 1998 bis 2013 war er dort als Redakteur tätig und leitete seit 2005 das Medienressort.
Ab 2013 war er beim RedaktionsNetzwerk Deutschland für die Medienberichterstattung der Madsack Mediengruppe verantwortlich. Seit 2019 leitet er beim RND das Ressort Gesellschaft und arbeitet als Autor und Kolumnist. Seine wöchentliche Kolumne erscheint seit 1999 in der Wochenendbeilage der Hannoverschen Allgemeinen und mehr als 50 weiteren Zeitungen.
2016 und 2023 wählte ihn eine Jury des Medium Magazin zu einem der zehn „Journalisten des Jahres“ in der Kategorie Unterhaltung. Grimm ist Fachjuror des Paul-Lincke-Rings der Stadt Goslar. Mit Uwe Janssen ist er als Duo „Janssen & Grimm“ mit wechselnden Programmen auf Kleinkunst- und Kabarettbühnen unterwegs sowie Mitglied des satirischen Sextetts „Salon Herbert Royal“ im Georgspalast GOP und im Theater am Aegi in Hannover.

## Werke
- Das neue Hannover, Bilder: Dirk Meußling, Schlütersche, Hannover 2002, ISBN 978-3-87706-671-3.
- Das Ding – Die Wahrheit über Zuckerstreuer, Monchichis & Co., Mit Zeichnungen von Stefan Hoch, Zu Klampen, 2007, ISBN 978-3-86674-018-1.
- Mit Uwe Janssen: Leben ohne Ding: ein Leseabend; live; aufgenommen am 1. und 2. Oktober 2008 in der „Marlene“, Hannover, CD, Madsack, Hannover 2008, ISBN 978-3-940308-20-7.
- Mit Uwe Janssen: Janssen & Grimm: Ping!; aufgenommen am 2. März 2019 im Theatersaal Langenhagen, produziert von Jens Krause
- Über Leben in Deutschland: Kolumnen aus einem lustigen Land, Zu Klampen, Springe 2021, ISBN 978-3-86674-816-3.
- Lichtstreife und Arschtritte. Neue Kolumnen aus einem lustigen Land, zu Klampen, Springe 2023, ISBN 978-3-86674-999-3.

Salon Herbert Royal
- Mit Uwe Janssen u. a.: Das Buch Herbert, Hannover 2013, ISBN 978-3-00-040560-0
- Mit Uwe Janssen u. a.: 0511 – Die CD, 2012
- Mit Uwe Janssen u. a.: Hannover First – Die zweite CD, 2013
- Mit Uwe Janssen u. a.: Salon Herbert Royal – die rote CD, 2014
- Mit Uwe Janssen u. a.: Salon Herbert Royal – Die Doppel-CD, 2015
- Mit Uwe Janssen u. a.: Salon Herbert Royal – Die weiße CD, 2016
- Mit Uwe Janssen u. a.: Salon Herbert Royal – Die sechste CD, 2018
- Mit Uwe Janssen u. a.: Salon Herbert Royal - VII, 2019